# Markada
Markada (tiếng Ả Rập: مركدة, đôi khi Markadah hoặc Margada) là một thị trấn ở phía nam tỉnh al-Hasakah, đông bắc Syria. Đây là trung tâm hành chính của Nahiya Markada bao gồm 13 đô thị. Trong cuộc điều tra dân số năm 2004, Markada có dân số 2.530 người.
Thị trấn bị chia cắt bởi sông Khabur.

## Lịch sử
Markada đã thành công làng "Makîsîn" (cũng đánh vần là "Makasîn", "Maykasan" hoặc "Makîs"). Trong thời kỳ đầu của đạo Hồi (thế kỷ thứ 10 thế kỷ thứ 10), Makisin là một thị trấn thuộc quận Diyar Rabi'a với cây cầu bắc qua sông Khabur. Số lượng lớn bông đã được trồng xung quanh trang web. Vào cuối những năm 680, nhiều bộ lạc Christian Taghlib đã bị giết trong một cuộc phục kích tại Makisin bởi bộ lạc Sulaym như một phần của mối thù truyền kiếp Qays giật Yaman.

### Nội chiến Syria
Markada đã chiến đấu giữa các lực lượng Chính phủ Syria và Mặt trận al-Nusra trong năm 2013. Giành được quyền kiểm soát thị trấn, Mặt trận al-Nusra đã bị Nhà nước Hồi giáo Iraq và Levant (ISIL) đánh đuổi năm sau trong Trận Markada. Đến tháng 3 năm 2014, hàng ngàn cư dân đã chạy trốn từ Markada, nhiều người đến al-Sur ở Tỉnh Deir ez-Zor.
Các cuộc không kích của Liên quân do Mỹ dẫn đầu chống lại ISIL nhắm vào thị trấn vào tháng 9 năm 2017, với nhiều thương vong, bao gồm cả người tị nạn Iraq, báo cáo. Vào ngày 19 tháng 10 SDF đã tấn công thị trấn, chiếm được một phần của nó. Thị trấn đã bị Lực lượng Dân chủ Syria chiếm giữ hoàn toàn vào ngày 9 tháng 11 năm 2017.